# Lehtma
Lehtma – wieś w Estonii, w prowincji Hiuma, w gminie Kõrgessaare.
W 2012 roku wieś zamieszkiwała 1 osoba; w październiku 2010 i w grudniu 2009 liczba ludności nie została wspomniana w spisie.